# Azamat Nurikov
Azamat Gusejnovič Nurikov (* 26. března 1990 Dagestán) je ruský zápasník–volnostylař kumycké národnosti, který od roku 2013 reprezentuje Bělorusko.

## Sportovní kariéra
Je rodákem z dagestánské obce Novyj Čirkej v Kiziljurtovském okrese. Zápasení se věnoval od 9 let v nedalekém Kiziljurtu. Ve 14 letech se přesunul na střední sportovní školu do Chasavjurtu, kde se připravoval pod vedením Magomeda Gusejnova. V ruské volnostylařské reprezentaci se neprosazoval, proto přijal nabídku reprezentovat od roku 2013 Bělorusko. V běloruské volnostylařské reprezentaci startoval střídavě ve váze do 65 kg a v neolympijské váze do 70 kg. O post reprezentační jedničky v olympijské váze do 65 kg bojoval s jakutským Alexandrem Kontojevem. V roce 2016 s Kontojevem nevybojoval pro Bělorusko účastnickou kvótu na olympijských hrách v Riu. Od roku 2018 startuje ve váze do 74 kg.

## Výsledky
| Turnaj             | 2014 | 2015 | 2016 | 2017 | 2018 | 2019 |
| Turnaj             | 24   | 25   | 26   | 27   | 28   | 29   |
| Turnaj             | -65  | -65  | -70  | -65  | -74  | -74  |
| ------------------ | ---- | ---- | ---- | ---- | ---- | ---- |
| Olympijské hry     |      |      | —    |      |      |      |
| Mistrovství světa  | 5.   | 5.   | úč.  | 5.   | úč.  | úč.  |
| Evropské hry       |      | 5.   |      |      |      | 5.   |
| Mistrovství Evropy | 5.   | 5.   | 3.   | —    | 5.   | 7.   |